# 皇家橡樹號戰艦
58°55′51″N 2°59′00″W / 58.93083°N 2.98333°W
皇家橡樹號戰艦（舷號08）是一艘隸屬於英國皇家海軍的戰艦，為復仇級戰艦的五號艦。她是英軍第八艘以皇家橡樹為名的軍艦，紀念英格蘭國王查理二世在英格蘭內戰中為逃避圓顱黨士兵追捕而藏身的一棵橡樹。
皇家橡樹號在1914年於德文港海軍基地開始建造，在1916年服役，並參與了日德蘭海戰。第一次世界大戰結束後，皇家橡樹號進行現代化改建，然後調駐地中海艦隊。西班牙內戰期間，皇家橡樹號曾到伊比利亞半島外海巡航。
第二次世界大戰爆發後，皇家橡樹號曾被派往搜索格奈森瑙號戰鬥巡洋艦，卻無功而還，更使艦上裝備受損。故此，當皇家橡樹號在1939年10月12日返抵斯卡帕灣時，英軍決定將皇家橡樹號留在港內停泊，暫時充當港口的防空炮艦。然而兩日後，納粹德國海軍軍官君特·普里恩少校指揮U-47號潛艇，成功潛入斯卡帕灣，並兩次以魚雷攻擊皇家橡樹號。皇家橡樹號在第一波魚雷攻擊中僅受輕傷，以至水兵誤以為是艦內發生爆炸意外；在第二波魚雷攻擊中，皇家橡樹號的艦側被擊中爆破，艦體迅速入水，在13分鐘後便翻側沉沒。艦上共有833人殉職，當中不少為未滿18歲的新兵水手。
皇家橡樹號沉沒一事，被納粹德國大肆宣傳，普里恩也成為德國家喻戶曉的戰爭英雄。至於英國則在事後於各個軍港加設潛艇屏障，同時中止了未成年水手出海的傳統。戰後皇家橡樹號被列為水下墓園，而海軍則在1990年代開始抽走艦內的殘餘燃油，以免污染環境。2010年海軍宣布皇家橡樹號已停止洩漏燃油，但移除燃油的工序仍有待完成。